# Anna Anka söker assistent
Anna Anka söker assistent är ett svenskt realityprogram från 2010 som sändes på TV3. Programledare var Anna Anka.

## Säsong 1

### Kandidater
- Jimmy Neda, 31 år, stylist, Helsingborg
- Per-Robin Gustafsson, 23 år, komiker, Stockholm
- Christian Larsson, 32 år, förman, Stockholm
- Stephan Hallén, 36 år, grafisk designer, Malmö
- Simon Leisjö, 22 år, lärare, Ålem
- Magnus Zygmunt, 31 år, marknadsansvarig, Älvsjö
- Sandybell Ryytty, 30 år, studerande, Västerås
- Sofia Gyllenhammar, 20 år, butiksbiträde, Stockholm
- Linnea Ahle, 23 år, servitris, Norrköping
- Jasmine Hasselgren, 19 år, croupier, Kungshamn